# Craterostigmus tasmanianus
Craterostigmus tasmanianus (лат.) — вид многоножек рода Craterostigmus из отряда Craterostigmomorpha класса губоногих. Эндемик Тасмании (Австралия). Зеленовато-коричневые многоножки с красновато-коричневой головой и длиной тела до 5 см, которое состоит из 21 тергита. Ног 15 пар. Голова вытянутая с редуцированной цефалической пластинкой. Антенны состоят из 17 или 18 члеников. Встречаются во влажных лесах и кустарниковых зарослях (с обилием Eucalyptus, Nothofagus) от уровня моря до высоты 1300 м.
Вид Craterostigmus tasmanianus был впервые открыт и описан в 1902 году британским зоологом Реджинальдом Пококом (Reginald Innes Pocock, 1863—1947). Типовому виду рода Craterostigmus посвящены многочисленные исследования.